# Crocus
Crocus L. 1753 è un genere di piante spermatofite monocotiledoni bulbose appartenenti alla famiglia delle Iridacee.
Sono piante erbacee perenni dal fiore a forma di coppa.

## Etimologia
Il nome del genere (Crocus) deriva dal greco Kròkos (c'è un esplicito riferimento a questo fiore nell'Iliade di Omero – Libro XIV, versetto 347) che significa “filo di tessuto” e si riferisce ai lunghi stigmi ben visibili nella specie più conosciuta (e coltivata) di questo genere (Crocus sativus). La prima documentazione dell'uso di questo nome lo abbiamo da Teofrasto di Efeso (Efeso, 371 a.C. – Atene, 287 a.C.), filosofo e botanico greco antico nonché discepolo di Aristotele. 

Altri testi traducono questo vocabolo (krokos) direttamente con “zafferano”, ma in realtà quest'ultima voce dovrebbe derivare dall'arabo Zaafran.

Il nome scientifico di questo genere è stato definito nel 1753 dal biologo e scrittore svedese, considerato il padre della moderna classificazione scientifica degli organismi viventi, Carl von Linné  (Rashult, 23 maggio 1707 – Uppsala, 10 gennaio 1778).

## Descrizione

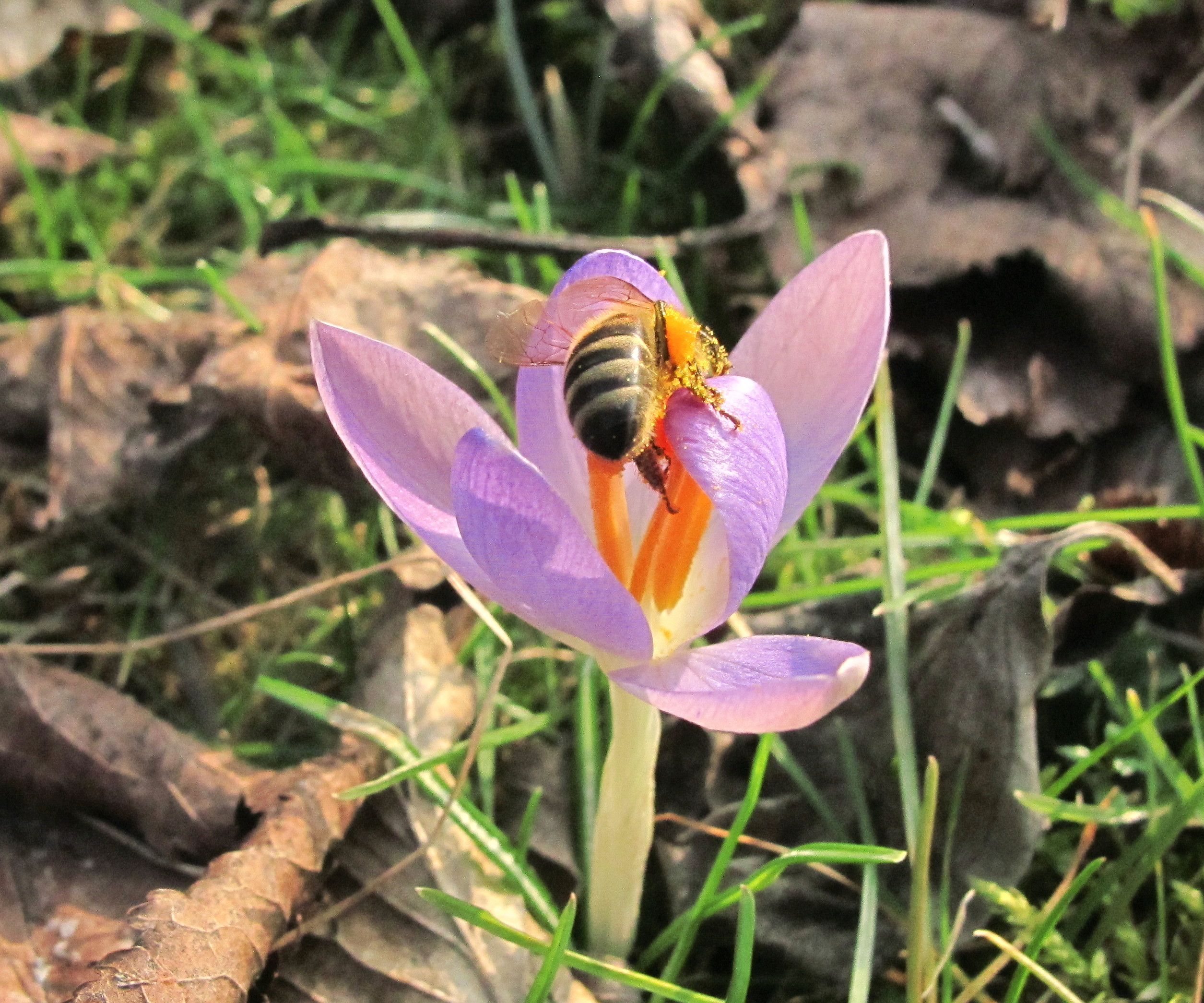
Ape su un Crocus.

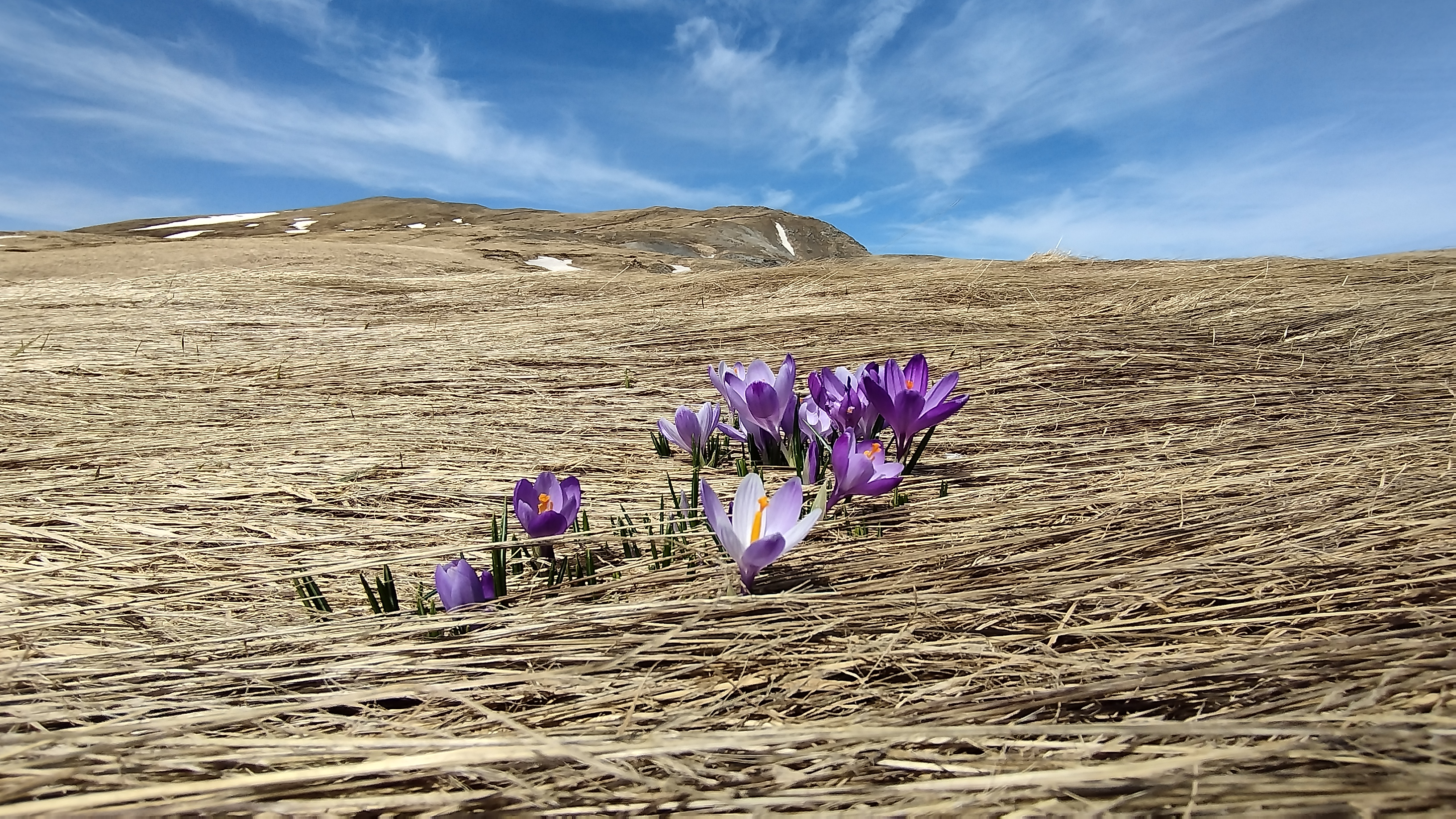
Crocus di Primavera nella via per il Monte Cusna da Rescadore per il Passone

Le altezze di queste piante sono variabili da pochi centimetri fino a 30 cm (almeno per le specie europee). La forma biologica prevalente in questo genere è geofita bulbosa (G bulb), ossia sono piante perenni erbacee che portano le gemme in posizione sotterranea. Durante la stagione avversa non presentano organi aerei e le gemme si trovano in organi sotterranei chiamati bulbi (organo di riserva che annualmente produce nuovi fusti, foglie e fiori).

### Radici
Le radici possono derivare sia dal bulbo che da un rizoma (raramente); e sono del tipo fascicolato. Se la pianta ha un bulbo si generano alla base dello stesso.

### Fusto
- Parte ipogea: la parte sotterranea del fusto consiste in un bulbo ovale, interamente avvolto in tuniche cartacee; nella parte superiore le fibre sono più sottili e possono essere disposte in modo reticolato.
- Parte epigea: la parte aerea è un breve (o pressoché nullo) scapo cilindrico portante direttamente il fiore.

### Foglie
Le uniche foglie presenti sono quelle basali (o radicali) originate direttamente dal bulbo sotterraneo; sono lunghe quanto il fiore e non sono molto numerose (massimo 10); hanno una forma lineare-laminata ma sottile con una linea longitudinale e centrale più chiara (è una scanalatura); la pagina superiore è colorata di verde scuro, quella inferiore è biancastra; il bordo è lievemente revoluto, mentre le parti terminali sono arcuate e rivolte verso il basso. Sono presenti anche delle foglie inferiori, ma generalmente sono ridotte a delle guaine biancastre. In genere le foglie si presentano insieme ai fiori ma in alcune specie possono apparire dopo l'antesi.

### Infiorescenza
L'infiorescenza è formata da un unico fiore (raramente anche 2 o più); non sono odorosi e sono avvolti in due-tre spate membranose. La forma è quella di un tubo eretto e molto lungo che nella parte terminale si apre con 6 segmenti (tepali). 

### Fiori
La struttura del fiore è quella tipica delle monocotiledoni: un perigonio con tre doppi tepali di tipo corollino (o petaloideo) e di colore bianco, viola o lillacino. Sono inoltre ermafroditi, attinomorfi, tetraciclici (con 4 verticilli: due verticilli del perigonio – androceo – gineceo) e trimeri (i verticilli sono composti da tre parti). 
- Formula fiorale:

* P 3+3, A 3, G (3) (ovario infero)
- Perigonio: il perigonio è di tipo petaloide ed è formato da un lungo tubo terminante con due verticilli: tre tepali esterni e tre tepali interni tutti eretti; i tepali sono tutti più o meno uguali (quelli interni sono lievemente più corti) e sono di forma spatolata, concava, ristretto-oblunga e arrotondata all'apice.
- Androceo: gli stami sono 3 direttamente inseriti sul perigonio; normalmente sono più brevi dei tepali, sono liberi e divisi a ventaglio. Le antere generalmente sono aranciate. Secondo la specie gli stami possono essere più corti o più lunghi dello stilo.
- Gineceo: l'ovario è a 3 loculi formato da tre carpelli concresciuti; è inoltre infero in una posizione molto bassa rispetto al perigonio e quindi è nascosto dalle foglie (e a volte è sotterraneo); lo stilo è filiforme, trifido (3 stigmi) con delle branche intere o forcute, in tutti i casi finemente suddivise; gli stigmi in particolare sono allargati ad imbuto (o trombetta) e all'apice sono crenato-denticolati e di colore generalmente aranciato.
- Fioritura: la fioritura è sia primaverile (anche molto precoce alla fine dell'inverno) che autunnale secondo la specie.
- Impollinazione: l'impollinazione è entomogama.

### Frutti
Il frutto è una capsula loculicida  oblunga formata da tre valve (capsula triloculare). I semi contenuti nel frutto sono molto numerosi e di forma globulare. Data la posizione dell'ovario la capsula generalmente matura appena sopra il livello del terreno.

## Distribuzione e habitat
Il genere è originario dell'Europa (principalmente Spagna, Balcani e Mediterraneo orientale), dell'Africa nord-occidentale e dell'Asia minore e centrale fino alla Cina occidentale. Da questo esteso areale possiamo citare due specie: quella dell'estremo orientale, il Crocus alatavicus dei Monti Altai dell'Asia centrale e quella posta più a nord, il Crocus albiflorus delle altitudini montane delle Alpi.

Delle specie  spontanee della nostra flora solo 6 vivono sull'arco alpino. La tabella seguente mette in evidenza alcuni dati relativi all'habitat, al substrato e alla diffusione delle specie alpine.
| Specie        | Comunità vegetali | Piani vegetazionali | Substrato | pH     | Livello trofico | H2O   | Ambiente    | Zona alpina         |
| ------------- | ----------------- | ------------------- | --------- | ------ | --------------- | ----- | ----------- | ------------------- |
| C. albiflorus | 14                | montano subalpino   | Ca Si     | neutro | alto            | medio | F3          | tutto l'arco alpino |
| C. biflorus   | 9                 | collinare           | Ca        | basico | medio           | secco | F2 F3 I3    | CN VA BG BS TN      |
| C. medius     | 14                | collinare           | Ca Ca-Si  | basico | basso           | secco | F2 I2 I3    | CN                  |
| C. sativus    | 0                 | collinare           | Ca Si     | neutro | medio           | arido | B1 B9       | BZ (spontaneo)      |
| C. vernus     | 14                | collinare montano   | Ca Ca-Si  | neutro | medio           | medio | B9 F2 G4 I2 | CN TO AO VC NO UD   |
| C. versicolor | 9                 | collinare montano   | Ca        | basico | basso           | secco | F2 G3       | CN                  |

Legenda e note alla tabella.

Per il “substrato” con “Ca/Si” si intendono rocce di carattere intermedio (calcari silicei e simili); vengono prese in considerazione solo le zone alpine del territorio italiano (sono indicate le sigle delle province).
Comunità vegetali:
0   = specie coltivata
9   = comunità a emicriptofite e camefite delle praterie rase magre secche
14  = comunità forestali
Ambienti:
B1 = campi, colture e incolti
B9 = zone coltivate
F2 = praterie rase, prati e pascoli dal piano collinare al subalpino
F3 = prati e pascoli mesofili e igrofili
G3 = macchie bassa
G4 = arbusteti e margini dei boschi
I2 = boschi di latifoglie
I3 = querceti sub-mediterranei

## Tassonomia
La famiglia delle Iridaceae comprende un gruppo abbastanza omogeneo di piante con un'ottantina di generi e circa 1000-1500 specie (il numero dipende dalle varie classificazioni), mentre il genere Crocus comprende circa 80 specie di cui una trentina sono coltivate e 15 sono presenti nella flora spontanea italiana.
Questo fiore è mortale se ingerito, e provoca forte mal di testa se annusato.
Qui di seguito è indicata la classificazione scientifica di questo genere:
- Famiglia : Iridaceae definita dal botanico francese Antoine-Laurent de Jussieu (1748 – 1836)  nell'opera “Genera Plantarum, secundum ordines naturales disposita juxta methodum in Horto Regio Parisiensi exaratam” pubblicata nel 1789.
  - Sottofamiglia : Crocoideae definita dal botanico britannico Gilbert Thomas Burnett (1800 – 1835) nel 1835.
    - Tribù : Croceae definita dal botanico belga Barthélemy Charles Joseph Dumortier (1797 – 1878)  nell'opera “Analyse des familles des plantes, avec l'indication des principaux genres qui s'y rattachent” pubblicata nel 1829.
      - Sottotribù : Crocinae definita dai botanici britannici George Bentham (1800–1884) e Joseph Dalton Hooker (1817 – 1911) nel 1883.
        - Genere : Crocus definito da Carl von Linné nel 1753.

### Variabilità e Ibridi

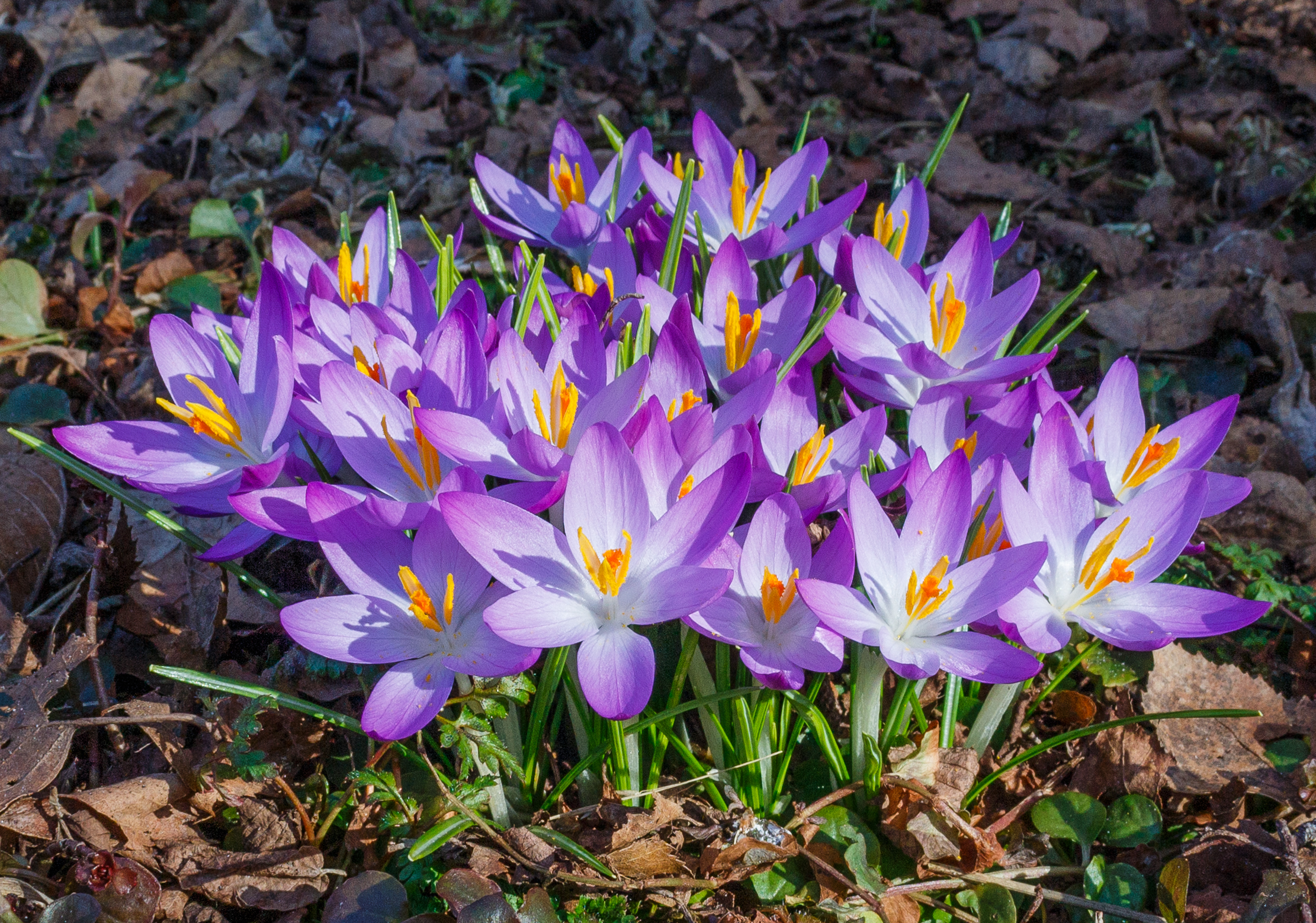
Fioritura dei Crocus all'inizio della Primavera nel giardino riserva di Jonkervallei nei Paesi Bassi.

Il genere Crocus presenta una estrema variabilità citologica (morfologia e struttura interna delle cellule) a causa dell'alto numero di cromosomi (poliploidia). Studi recenti hanno dimostrato che i numeri cromosomici di questo genere variano da 2n = 6 fino a 2n = 30. Questo comporta un alto grado di segregazione di specie locali (gruppi di individui isolati geograficamente possono evolvere rapidamente in forme più o meno diverse) determinando, di conseguenza, molti problemi di sistematizzazione e classificazione.
Al 2010, non si è ancora giunti ad una sistematica soddisfacente di questo genere. Alcuni autori hanno proposto una classificazione in chiave analitica basata sul periodo di fioritura: primaverile e autunnale. Tuttavia, questo criterio può dar luogo ad equivoci in quanto alcune specie fioriscono con continuità da settembre ad aprile; altre, specialmente quelle autunnali, emettono le foglie in tempi anche molto diversi (Crocus speciosum, ad esempio, fiorisce in autunno, ma le foglie nascono in primavera). Un altro criterio di discriminazione potrebbe essere il colore del perigonio che generalmente se non è giallo, è blu (e viceversa), ma anche questo carattere non è esente da variabilità a volte notevoli. Esclusi questi problemi, il criterio più usato per raggruppare (o dividere) le specie di Crocus segue nell'ordine le seguenti direttive:
- (1) spata:

- assente
- presente
- (2) tipo della tunica del bulbo:

- reticolata
- anulata
- a fibre parallele
- a fibre a spina di pesce
- (3) periodo della fioritura:

- primaverile
- autunnale
- (4) colore del perigonio:

- a tonalità prevalente gialla
- a tonalità prevalente blu
In base a queste direttive, viene di seguito indicata la classificazione interna al genere (tra parentesi sono indicate le specie della flora spontanea italiana):
- 1. Sottogenere Crocus

- A. Sezione  Crocus

- Serie Kotschyani, Longiflori (Crocus medius, Crocus longiflorus), Scardici, Verni (Crocus albiflorus, Crocus vernus, Crocus etruscus), Versicolores (Crocus imperati, Crocus suaveolens, Crocus versicolor, Crocus minumus, Crocus corsicus), Crocus (Crocus thomasii, Crocus sativus)

- B. Sezione Nudiscapus

- Serie Aleppici, Biflori (Crocus biflorus, Crocus weldeni), Carpetani, Flavi, Intertexti, Laevigatae, Orientales, Reticulati (Crocus reticulatus), Speciosi

- 2. Sottogenere Crociris

### Specie spontanee della flora italiana
Per una migliore comprensione, l'elenco seguente utilizza, in parte, il sistema delle chiavi analitiche.
- SEZIONE A : il bulbo è avvolto da fibre filiformi sottili (0,1 mm) a disposizione parallela o debolmente reticolata (solo superiormente); la fioritura è primaverile;
- Gruppo 1A : le foglie non raggiungono i 2 mm di larghezza; il perigonio è glabro;
- Gruppo 2A : le fibre del bulbo non sono reticolate;

- Gruppo 3A : le antere sono lunghe il doppio dei filamenti; il colore del perigonio è violaceo (alle fauci è giallo);

- Crocus imperati Ten. - Zafferano d'Imperato: i fiori sono inodori e sono più brevi delle foglie; sono presenti due spate. Il tipo corologico è Endemico; il suo habitat sono i pascoli aridi e le boscaglie o macchie mediterranee; si trova solo in Campania e Calabria dal piano fino a 1400 m s.l.m..
- Crocus suaveolens Bertol. - Zafferano profumato: i fiori sono profumati e sono lunghi quanto le foglie;  è presente una sola spata. Il tipo corologico è Endemico; il suo habitat sono le boscaglie, gli uliveti o incolti aridi; si trova in Umbria, nel Lazio e in Campania dal piano fino a 800 m s.l.m..

- Gruppo 3B : le antere e i filamenti hanno la stessa lunghezza; il colore del perigonio è bianco-violaceo;

- Crocus versicolor Ker-Gawl. - Zafferano della Riviera: sono presenti 2 spate; i fiori sono profumati. Il tipo corologico è Endemico (Provenzale); il suo habitat sono i pascoli aridi e le garighe; si trova ma raramente in Liguria da 100 fino a 1600 m s.l.m..
- Crocus minimus DC. - Zafferano minore: sono presenti 1-2 spate; i fiori non sono profumati. Il tipo corologico è Endemico; il suo habitat sono i pascoli aridi; si trova ma raramente in Sardegna  dal piano fino a 1300 m s.l.m..

- Gruppo 2B : le fibre nella parte terminale del bulbo sono collegate a formare una rete; le antere sono lunghe il doppio dei filamenti; è presente una spata; i fiori sono più lunghi delle foglie;

- Crocus corsicus Vannucci - Zafferano di Corsica: il tipo corologico è Endemico; il suo habitat sono i pascoli pietrosi e pendii aridi; si trova ma raramente in Sardegna da 600 fino a 2600 m s.l.m..

- Gruppo 1B : le foglie sono larghe da 2 a 4 mm; le fauci del perigonio sono cigliate; le fibre nella parte terminale del bulbo sono collegate a formare una rete;

- Gruppo 4A : i tepali sono arrotondati all'apice; le foglie e i fiori hanno la stessa lunghezza.

- Crocus albiflorus Kit - Zafferano alpino: il fiore non è molto grande (i tepali sono minori di 25 mm); il colore è generalmente bianco; lo stilo è più breve degli stami. Il tipo corologico è Orofita Sud Est Europeo; il suo habitat sono i pascoli alpini e i prati concimati; è comune su tutto il territorio da 600 fino a 2400 m s.l.m..
- Crocus vernus Mord. & Loisel. - Zafferano maggiore: il fiore è più grande (i tepali superano i 25 mm); il colore è violaceo; lo stilo è uguale o più lungo degli stami. Il tipo corologico è Eurimediterraneo; il suo habitat sono i boschi e pascoli montani; è comune su tutto il territorio (esclusa la zona centrale delle Alpi) dal piano fino a 1500 m s.l.m..

- Gruppo 4B : i tepali all'apice sono acuti; le foglie in lunghezza superano i fiori.

- Crocus etruscus Parl. - Zafferano di Toscana: il tipo corologico è Endemico; il suo habitat sono le macchie, leccete e castagneti; è molto raro e si trova solo in Toscana dai 100 fino a 1000 m s.l.m..
- Crocus ilvensis Peruzzi & Carta - Zafferano dell'Elba: il tipo corologico è Endemico; il suo habitat sono i pratelli di piante annue e i castagneti; si trova solo all'Isola d'Elba dai 300 fino a 1000 m s.l.m..

- SEZIONE B : il bulbo  è avvolto da fibre filiformi sottili (0,1 mm) a disposizione parallela o debolmente reticolata (solo superiormente); la fioritura è autunnale;

- Gruppo 1A : le foglie sono cigliate; gli stimmi sono interi o lievemente lobati; il perigonio è da 1,5 a 3 volte più lungo dei tepali;

- Crocus thomasii Ten. - Zafferano di Thomas: le fauci del perigonio sono gialle o aranciate; lo stimma è lungo come gli stami. Il tipo corologico è Subendemico; il suo habitat sono i pascoli aridi e sassosi; si trova al sud dal piano fino a 1000 m s.l.m..
- Crocus sativus L. - Zafferano vero, Croco: le fauci del perigonio sono violacee; lo stimma è molto più lungo degli stami (sporge dal fiore). Questa pianta è quasi scomparsa dall'ambiente naturale e la si trova solo in coltivazione.

- Gruppo 1B : le foglie sono glabre; gli stimmi sono frangiati; il perigonio è da 3 a 4 volte più lungo dei tepali;

- Crocus medius Balbis (sinonimo = C. ligusticus) - Zafferano ligure: alla fioritura le foglie sono presenti solamente sotto forma di guaine; le fauci del perigonio sono violacee; i 3 tepali interni sono più piccoli di quelli esterni. Il tipo corologico è Endemico; il suo habitat sono i pascoli, le boscaglie e i cespuglieti; si trova ma raramente nelle Alpi Marittime da 300 fino a 1800 m s.l.m..
- Crocus longiflorus Rafin. - Zafferano autunnale: alla fioritura le foglie sono normalmente sviluppate; le fauci del perigonio sono gialle; tutti e 6 i tepali sono più o meno uguali. Il tipo corologico è Subendemico; il suo habitat sono i pascoli aridi e pietrosi; si trova solo al sud dal piano fino a 1500 m s.l.m..

- SEZIONE C : il bulbo è avvolto da grosse fibre filiformi (da 0,3 mm e più) in modo reticolato;

- Crocus reticulatus Steven. - Zafferano triestino: il tipo corologico è Nord Est Mediterraneo; il suo habitat sono i pascoli aridi; si trova sul Carso Triestino dal piano fino a 600 m s.l.m..

- SEZIONE D : il bulbo  è avvolto da guaine membranose;

- Crocus biflorus Miller - Zafferano selvatico: le fauci del perigonio sono gialle; i tepali sono bianchi con 3-5 strie longitudinali più scure e screziate. Il tipo corologico è Nord Est Mediterraneo; il suo habitat sono i pascoli aridi e prati magri; è comune ma in modo discontinuo su tutto il territorio dal piano fino a 1200 m s.l.m..
- Crocus weldeni Baker - Zafferano di Welden: le fauci del perigonio sono bianche; i tepali sono violacei con deboli venature. Il tipo corologico è Illirico; il suo habitat sono i pascoli e prati aridi; si trova raramente solo sul Carso Triestino da 100 fino a 300 m s.l.m..

### Generi simili
Ad un primo sguardo si può confondere il genere Crocus con il genere Colchicum, che ha un alto grado di tossicità e che tra l'altro appartiene anche ad un'altra famiglia: Liliaceae. Le differenze sostanziali sono anche quelle tra le due famiglie: ossia il Colchicum ha 6 stami e l'ovario è supero.

## Usi
L'utilizzo di questi fiori è sia come piante ornamentali che piante officinali. La specie più importante e l'unica che abbia una certa rilevanza economica è il Crocus sativus. Oggi viene coltivato principalmente nella zona mediterranea, ma a oriente si arriva fino al Kashmir. Coltivazione molto antica se il poeta latino Sesto Aurelio Properzio (circa 50 a.C. – 15 a.C.) nel suo “3°Libro” parla di un certo unguento “crocino” senz'altro riconducibile allo Zafferano.

### Farmacia
Gli stimmi sono usati nella medicina popolare per le loro proprietà quali quella tonica (rafforza l'organismo in generale), emmenagoga (regola il flusso mestruale), stimolante (rinvigorisce e attiva il sistema nervoso e vascolare) ed eupeptica (favorisce la digestione). Quest'ultimo uso è forse l'unico ancora praticato.

### Cucina
Attualmente lo zafferano viene usato solamente come spezia o colorante; infatti se usato oltre una certa misura è tossico (una dose di 20 g al giorno di zafferano può anche risultare mortale).

### Giardinaggio

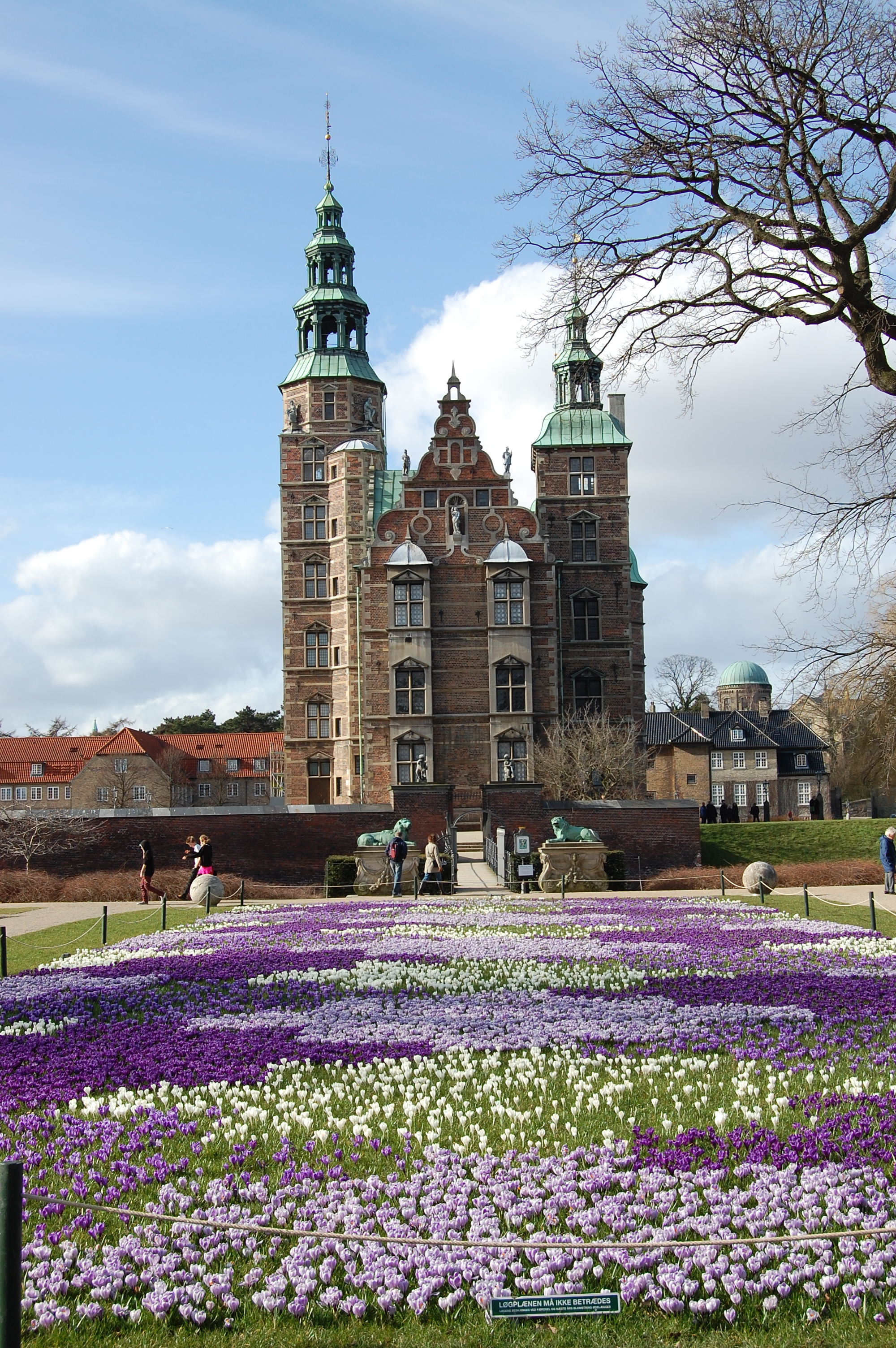
La celebre fioritura di Crochi del Castello di Rosenborg.

Un altro utilizzo che viene fatto di questi fiori è nel giardinaggio e questo fin dai tempi più antichi. Esiste una documentazione nell'isola di Creta (un affresco a Cnosso) che indica chiaramente che veniva praticata sia la raccolta che la coltivazione del “Croco”.
Le prime notizie moderne di una coltivazione di queste piante risalgono a oltre 400 anni fa: infatti nel “The Herball or Generall Historie of Plantes” del botanico inglese John Gerard (Nantwich, 1545 – Londra,1612), pubblicato nel 1597, descrive varie specie di questo genere come il Crocus vernus, il Crocus versicolor, il Crocus sativus e altri. Trent'anni dopo (nel 1629) un altro botanico inglese, John Parkinson (1567–1650), nella sua opera “Paradisi in sole", elenca già 27 specie di Crocus; ed è dello stesso anno l'importazione del Crocus aureus il progenitore della razza “Crochi olandesi gialli”. Quindi è nel Seicento che gli olandesi svilupparono le loro tecniche di riproduzione dei fiori da bulbo compresi i crocus..
È divenuta celebre la fioritura di crochi nei giardini del Castello di Rosenborg a Copenaghen, che disposti in geometrie formano un caratteristico tappeto colorato.

## Riferimenti nella cultura
La conoscenza di questi fiori va molto indietro nel tempo. Ciò è dimostrato dal fatto che persino la Bibbia nel Libro dei Cantici (4:14) vengono citati come piante aromatiche e odorose. Nell'antica Grecia si usavano per farne corone oppure si spargevano nei teatri o nei letti nuziali. Mentre nell'antica Roma si usava ornare le tombe con questo fiore come auspicio per una vita ultraterrena.

Varie sono le leggende attorno al fiore del “Croco”. In una di queste Croco era un giovane innamorato della pastorella Smilliace che venne trasformato in detto fiore ad opera di Venere o in un'altra versione venne trasformato in fiore dal dio Ermes geloso della pastorella.  In un'altra si racconta che Croco morì giocando con Mercurio e che dal suo sangue nacque il fiore. In un'altra ancora si racconta che il fiore del croco germogliasse nel momento in cui Paride dava il suo giudizio sulla più bella fra le dee.

Probabilmente in tutti questi racconti si fa riferimento alla specie più conosciuta di questo genere: il Crocus sativus chiamato “Zafferano vero” o più semplicemente “Croco”. Descritto più o meno diffusamente da studiosi come Dioscoride Pedanio (Anazarbe in Cilicia, 40 circa - 90 circa), botanico e farmacista greco antico, oppure da Pietro Andrea Mattioli (Siena, 12 marzo 1501 – Trento, 1578) umanista e medico italiano (primo studioso italiano a tradurre dal greco le opere di Dioscoride). Si deve comunque al botanico francese Joseph Pitton de Tournefort (Aix-en-Provence, 5 giugno 1656 – Parigi, 28 dicembre 1708) la prima stesura “scientifica” di questo genere ripresa poi definitivamente da Carl von Linné.
Il fiore viene citato anche nella poesia "Non chiederci la parola" del poeta italiano Eugenio Montale, il quale è immerso in un prato secco e simbolicamente rappresenta la poesia incapace di illuminare l'arida esistenza umana.

## Galleria fotografica (Cultivar)

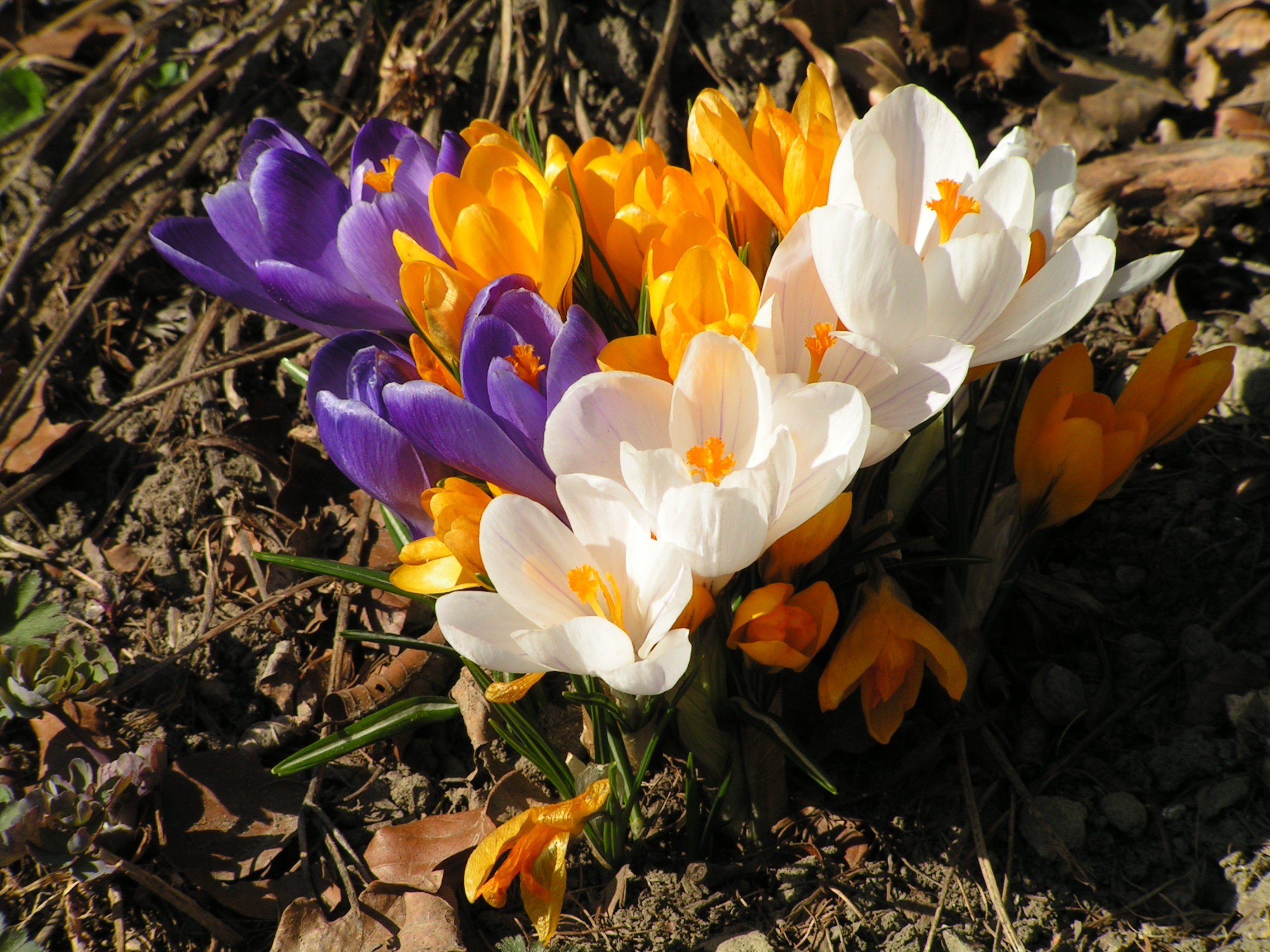
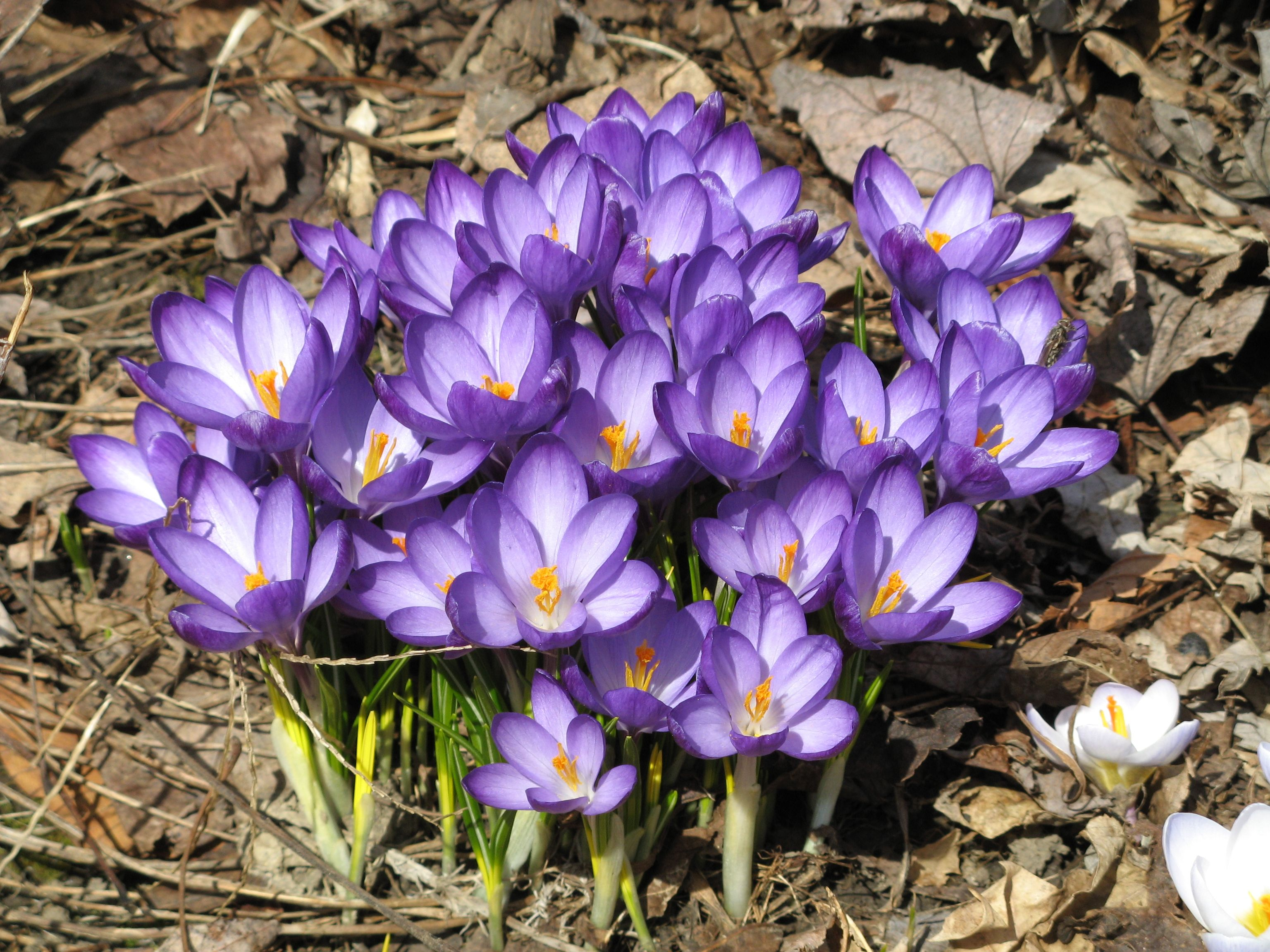
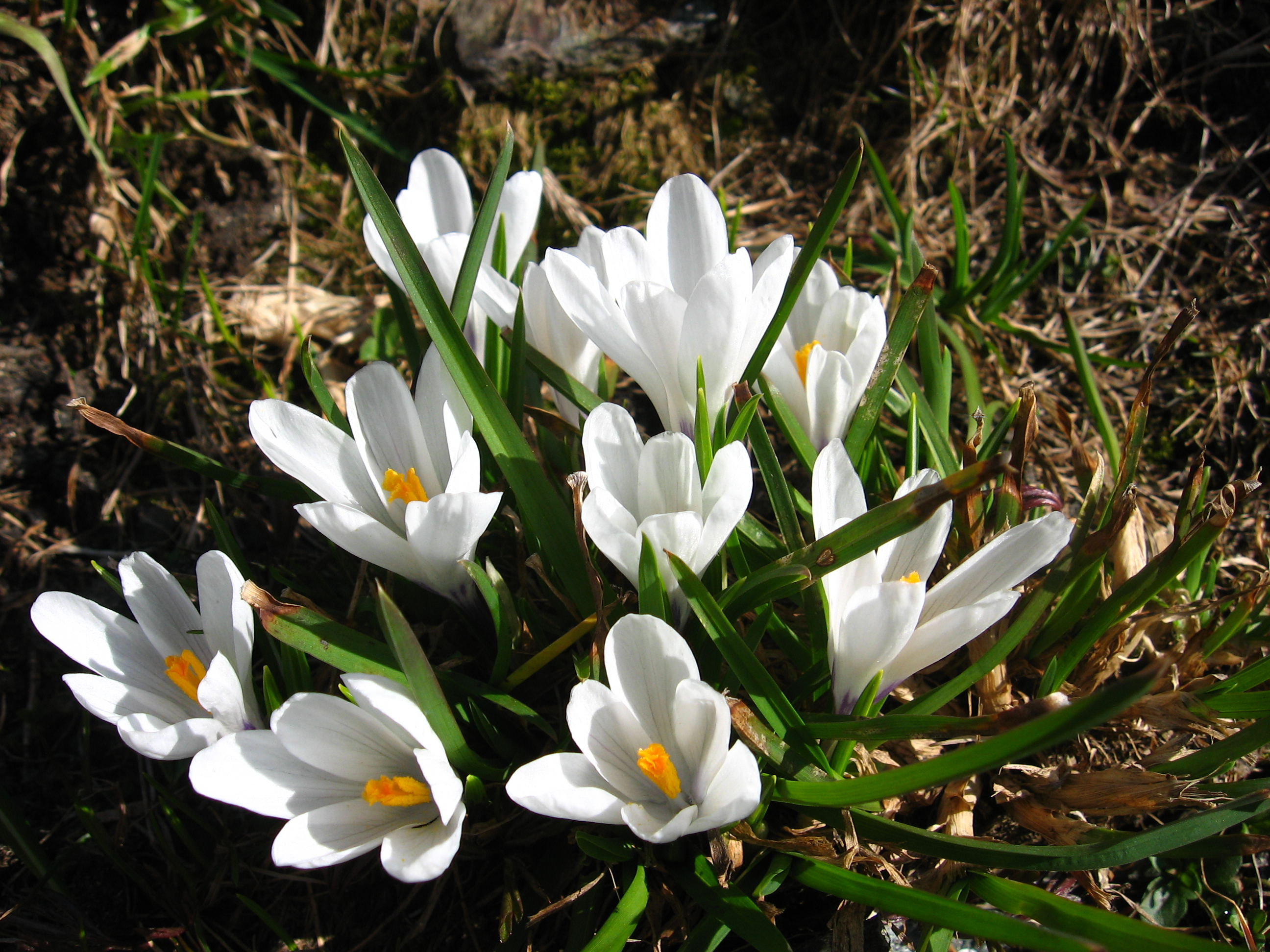
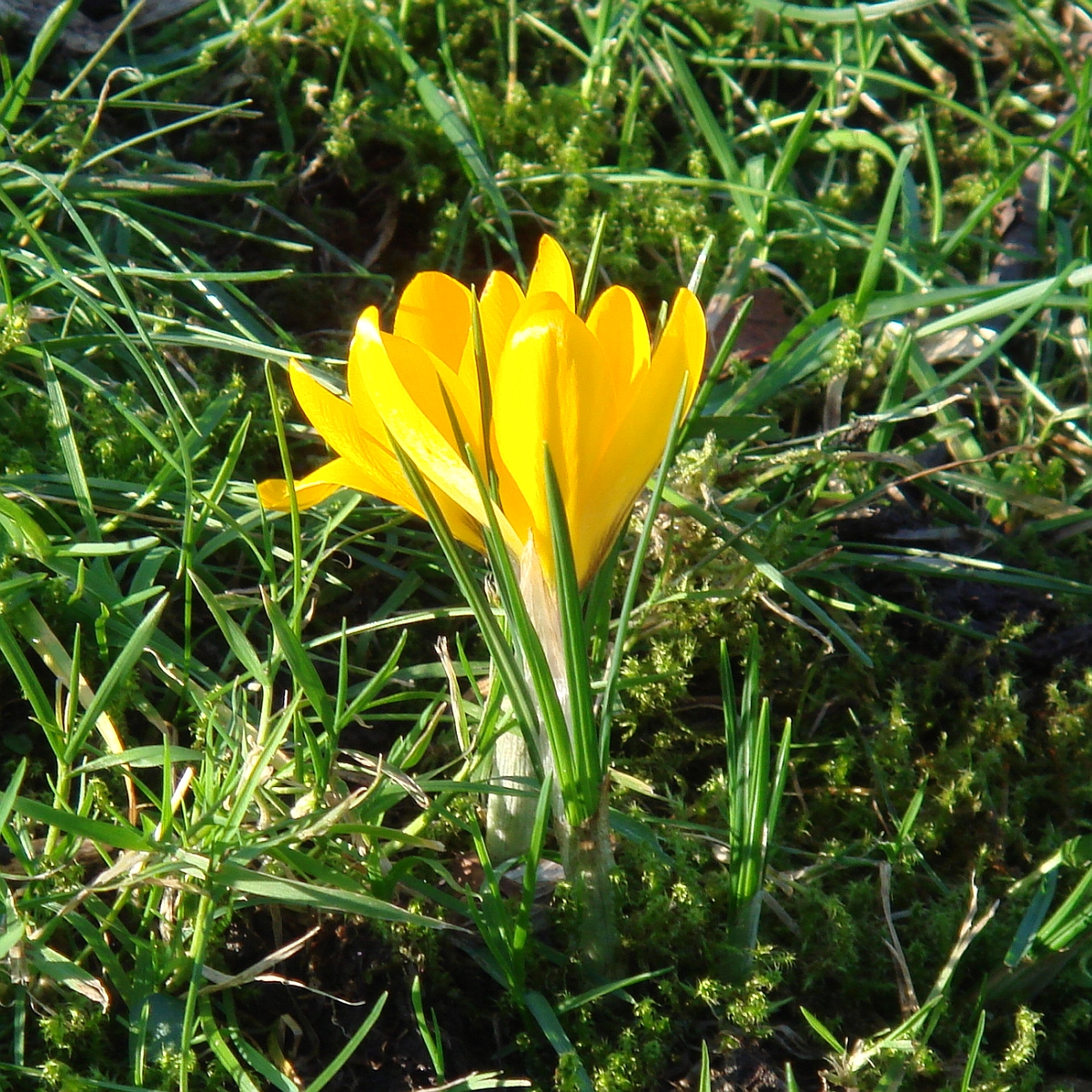
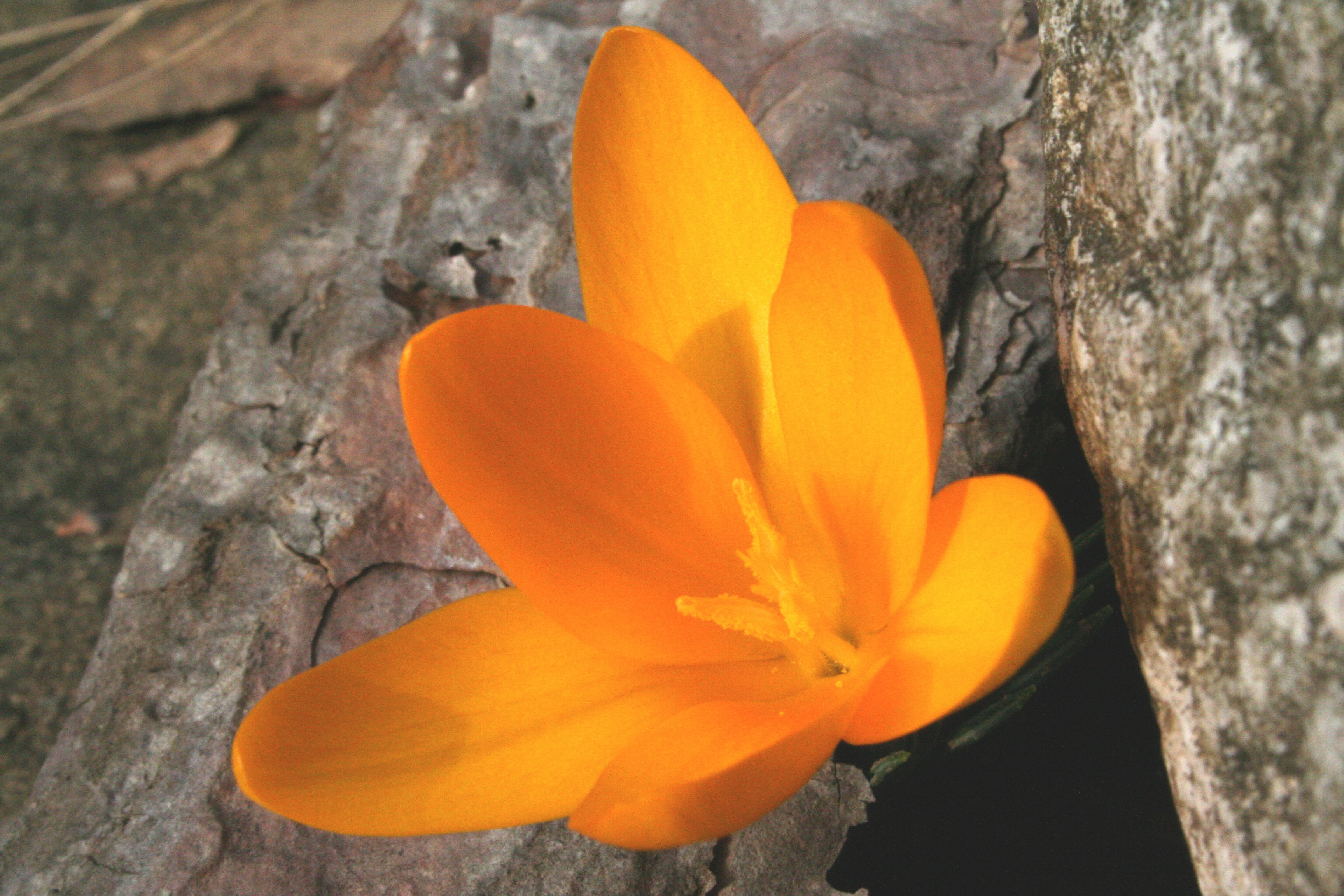
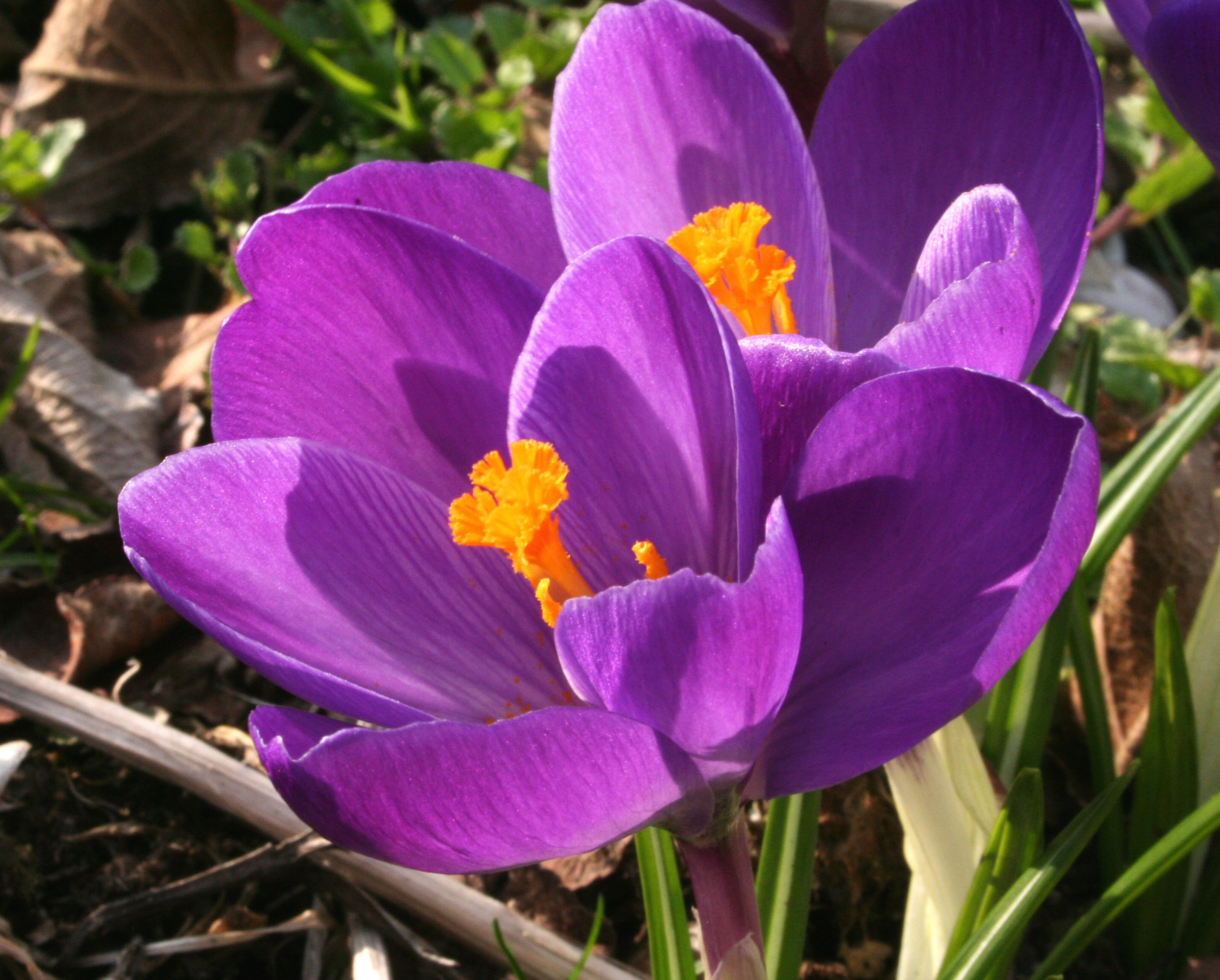
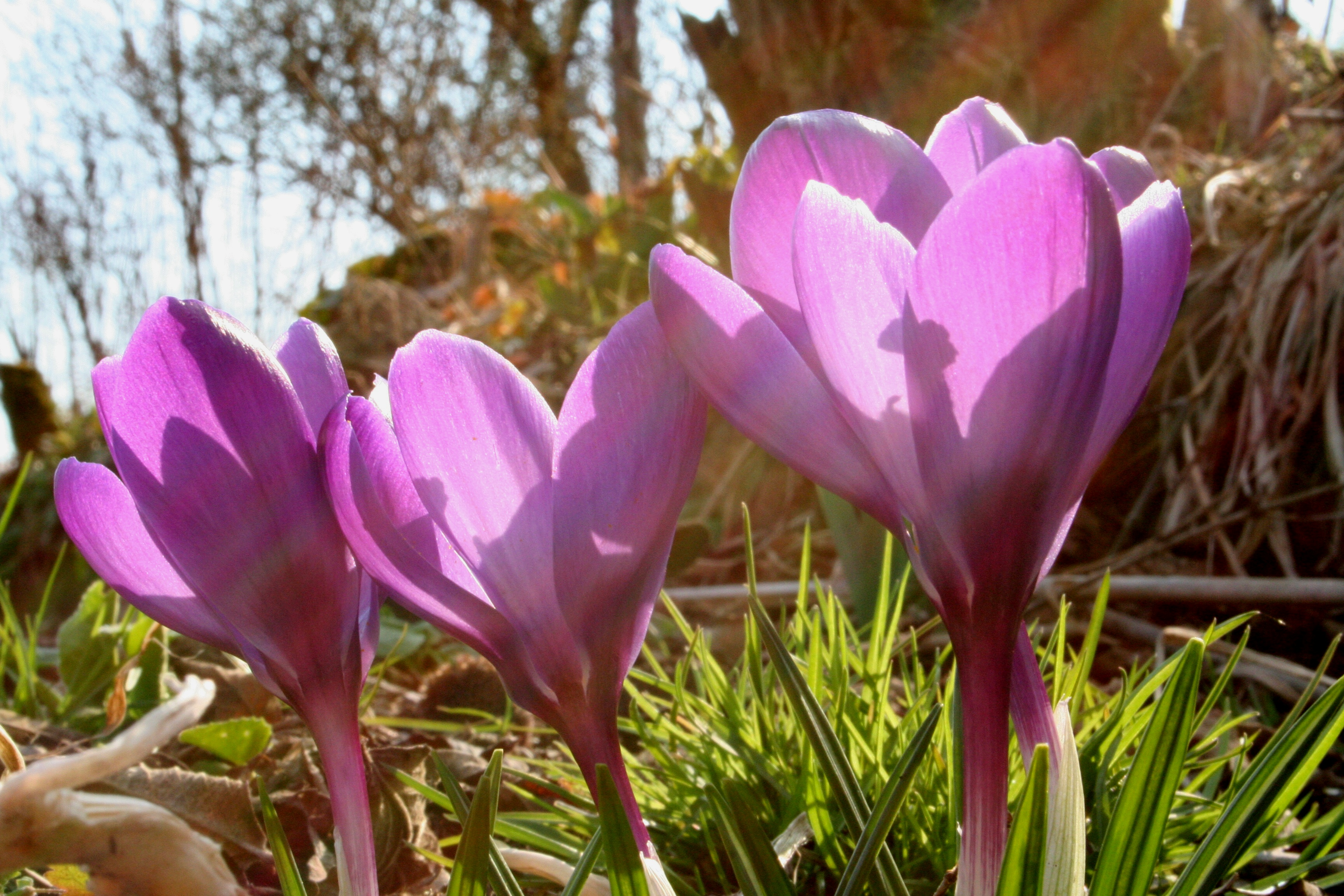
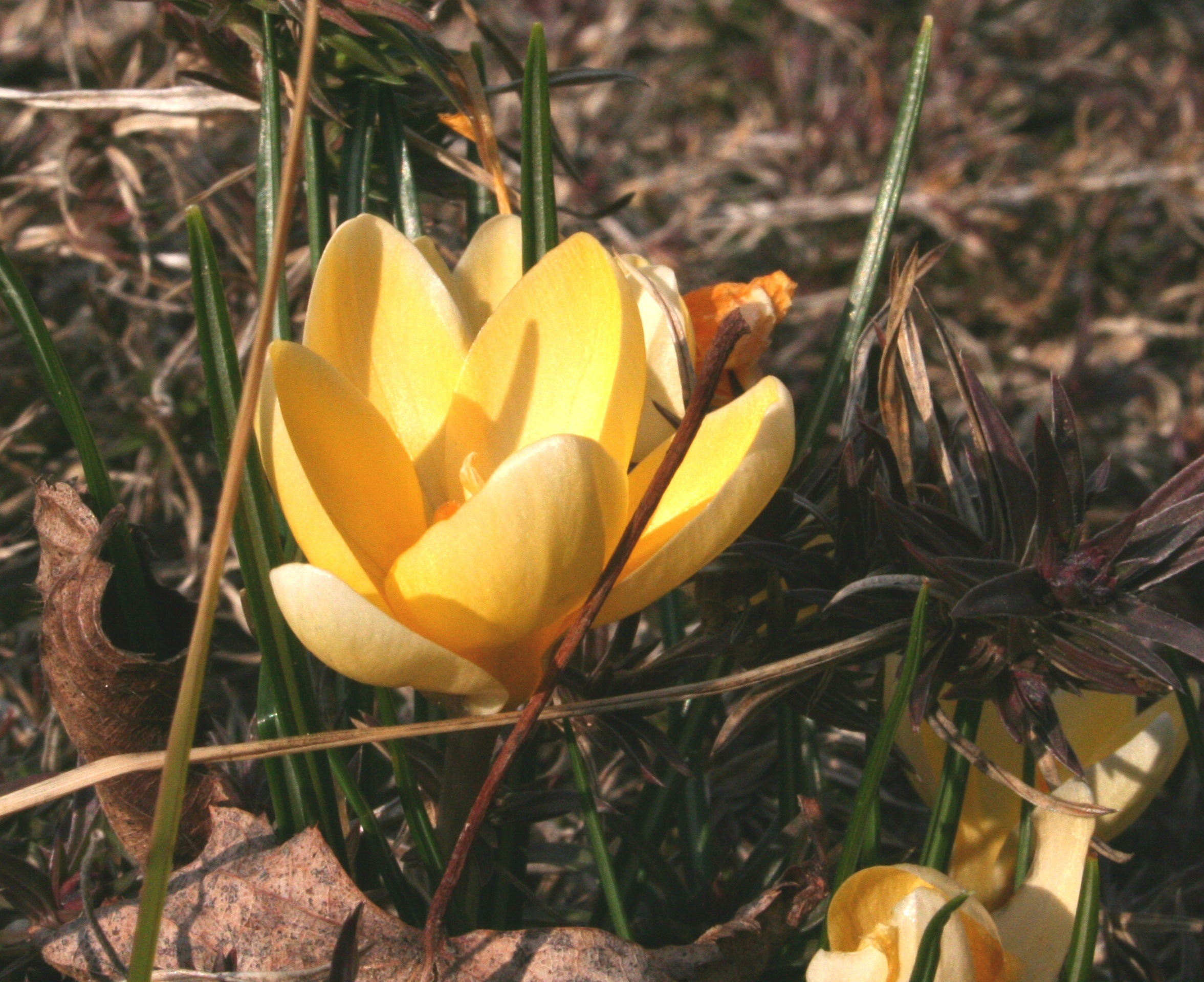
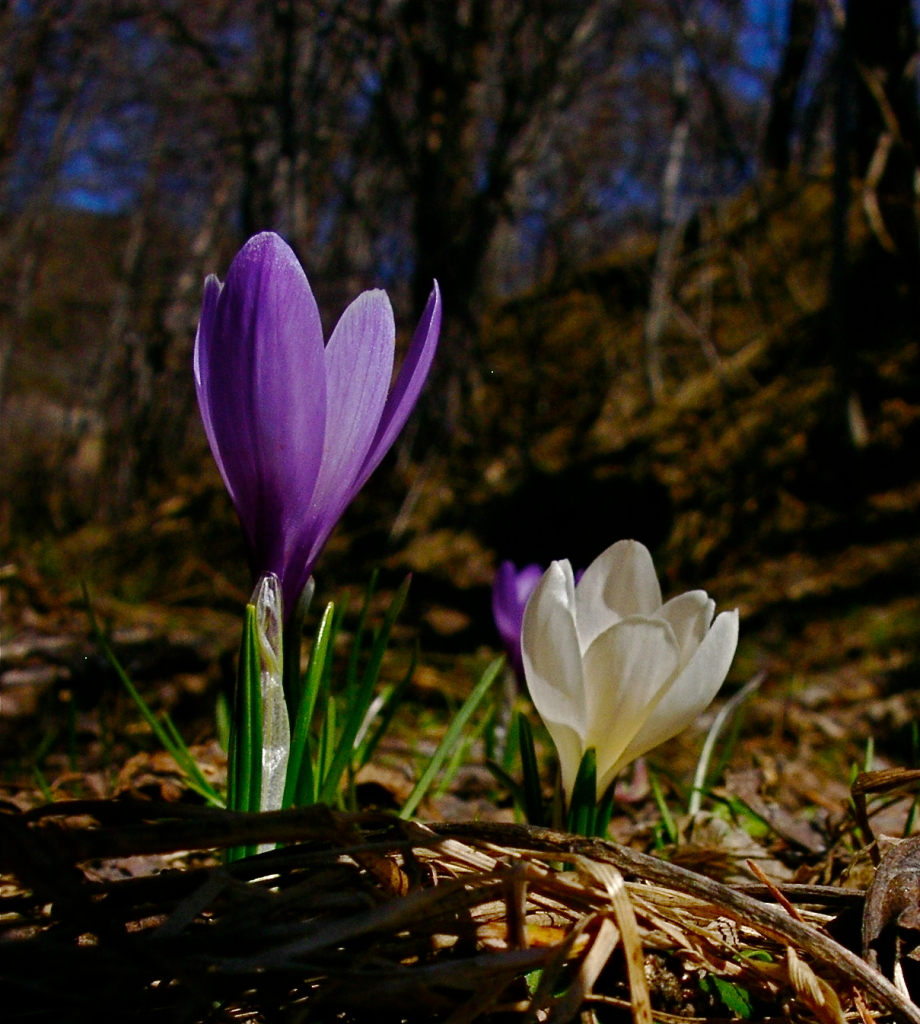